# 长身鱊
长身鱊（学名：Acheilognathus elongatus）为輻鰭魚綱鯉形目鱊科鱊屬的鱼类，俗名旁皮鱼、糠片鱼，是中国的特有物种，被IUCN列為極危保育類動物。分布于中國雲南省滇池等，常见于近湖岸处，因水質汙染及農業發展，導致族群數量減少。该物种的模式产地在昆明湖，身體呈銀白色，背面呈橄欖色，側面有黑色條紋，體長可達19.8公分。

## 扩展阅读
維基物種上的相關：长身鱊